# Acropora palmerae
Acropora palmerae är en korallart som beskrevs av Wells 1954. Acropora palmerae ingår i släktet Acropora och familjen Acroporidae. IUCN kategoriserar arten globalt som sårbar. Inga underarter finns listade i Catalogue of Life.